# Relaciones Malí-México
Las naciones de Malí y México establecieron relaciones diplomáticas en 1977. Ambas naciones son miembros de las Naciones Unidas.

## Historia
Malí y México establecieron relaciones diplomáticas el 23 de marzo de 1977. Los vínculos se han desarrollado principalmente en el marco de foros multilaterales. En 2001, México estableció un consulado honorario en Bamako.
En 1961, el presidente de México Adolfo López Mateos, envió una delegación presidencial de buena voluntad, encabezada por el Enviado Especial Alejandro Carrillo Marcor y el Delegado José Ezequiel Iturriaga, para visitar Malí y pavimentar el camino para el establecimiento de relaciones diplomáticas entre ambas naciones.
En septiembre de 2010, una delegación de Malí arribo a la Ciudad de México para participar en los festejos del Bicentenario de la Independencia de México
En noviembre de 2010, el gobierno de Malí envió una delegación de 37 miembros para asistir a la Conferencia de las Naciones Unidas sobre el Cambio Climático de 2010 en Cancún, México.
En marzo de 2012, México condenó el golpe de Estado en Malí y se unió al llamado de la comunidad internacional para el inmediato retorno al orden constitucional. Subrayó la importancia de que se respeten las instituciones democráticas y el estado de derecho. México ha puesto de manifiesto su preocupación por la crisis constitucional en Malí y por la situación que prevalece en el norte de ese país.
En abril de 2014, la ministra de Economía y Finanzas del Gobierno de Malí, Fily Sissoko Bouare, realizó una visita de trabajo a México para participar en la Primera Reunión de Alto Nivel de la Alianza Global para la Cooperación Eficaz al Desarrollo. Asimismo, en mayo de 2014, el Secretario General del Ministerio de Medio Ambiente de Malí, Zibo Maiga, realizó una visita de trabajo a México en ocasión de su participación en la V Asamblea del Fondo para el Medio Ambiente Mundial celebrado en Cancún.
En 2024 se cumplieron 47 años de relaciones bilaterales entre ambas naciones.

## Misiones Diplomáticas
- Mali está acreditado ante México a través de su embajada en Washington D. C., Estados Unidos.[7]
- México está acreditado ante Malí a través de su embajada en Rabat, Marruecos y mantiene un consulado honorario en Bamako.[8]